# Bruchophagus spotus
Bruchophagus spotus är en stekelart som beskrevs av T.C. Narendran 1994. Bruchophagus spotus ingår i släktet Bruchophagus och familjen kragglanssteklar. Inga underarter finns listade.